# Hans Jäcker
Hans "Hennes" Jäcker (Schwerte, 20 de noviembre de 1932 - Stendal, 7 de abril de 2013) fue un jugador de fútbol profesional alemán que jugaba en la demarcación de portero.

## Biografía
Debutó en el VfL Schwerte a los 18 años de edad, jugando durante cinco temporadas en el club alemán. Posteriormente fue traspasado al 1. FC Colonia durante un año. Tras acabar el contrato fue fichado por el Eintracht Brunswick, donde jugó durante once temporadas en las que hizo un total de 265 apariciones, incluyendo cuatro temporadas en la Bundesliga, estando presente en su fundación en 1963.
Tras retirarse como jugador, Jäcker trabajó como entrenador del filial del Eintracht Brunswick, y durante un tiempo en la Regionalliga Nord al lado de Leu Braunschweig. Desde 1980 a 1983 también ejerció como presidente del Eintracht Braunschweig.
Falleció el 7 de abril de 2013 en la ciudad alemana de Stendal a los 80 años de edad.

## Clubes

### Como jugador
| Club                | País                | Año         |
| ------------------- | ------------------- | ----------- |
| VfL Schwerte        | Alemania Occidental | 1950 - 1955 |
| 1. FC Colonia       | Alemania Occidental | 1955 - 1956 |
| Eintracht Brunswick | Alemania Occidental | 1956 - 1967 |

### Como entrenador
| Club                | País                | Año         |
| ------------------- | ------------------- | ----------- |
| Eintracht Brunswick | Alemania Occidental | 1968 - 1972 |
| Leu Braunschweig    | Alemania Occidental | 1972 - 1974 |

## Palmarés
- Bundesliga campeón: 1966–67